# Список писань індуїзму
Точна кількість священних книг в індуїзмі не відома. Частина з них мають загальноіндуїстське значення, частина — тільки для представників конкретних шкіл і напрямків. Але вся ця література поділяється на дві категорії:
1. Шруті (санскр. श्रुित śruti IAST «почуте») — канон священних писань,  богооткровенні ведичні писання і
2. Смріті (санскр. स्मृति, smṛti IAST «запамятоване») — богооткровенні тексти, які доповнюють Шруті.

До складу Шруті належать: 4 Веди (Ріг, Яджур, Сама та Атхарва), Араньяки, Брахмани і Упанішади. В склад Шруті інколи включають Калпа-сутри. Вся інша література належить до складу Смріті і ділиться на Ітіхаси, Пурани і Тантри та ін. Тантри складаються з агам і нігам. 
Нижче приводиться алфавітна (кирилична) бібліографія частини текстів індуїзму. Цей список далеко не повний.

## А
- Авадхута-упанішада (Крішна Яджур-веда, санньяса)
- Авьякта-упанішада (Сама-веда, вайшнава)
- Агами
- Агні-пурана (15 400 текстів)
- Адваятарака-упанішада (Шукла Яджур-веда, санньяса)
- Адхьятма-упанішада (Шукла Яджур-веда, саманья)
- Айтарея-упанішада (Ріг-веда, мукхья)
- Акшамалика-упанішада (Маліка-упанішада) (Ріг-веда, шайва)
- Акши-упанішада (Крішна Яджур-веда, саманья)
- Амрітабінду-упанішада (Крішна Яджур-веда, йога)
- Амрітанада-упанішада (Крішна Яджур-веда, йога)
- Аннапурна-упанішада (Атхарва-веда, шакта)
- Араньяки
- Арунея-упанішада (Сама-веда, санньяса)
- Асамавйа-упа-пурана
- Атмабоддха-упанішада (Ріг-веда, саманья)
- Атма-упа-пурана
- Атма-упанішада (Атхарва-веда, саманья)
- Атхарва-веда
- Атхарвашикха-упанішада (Атхарва-веда, шайва)

## Б
- Басава-упа-пурана
- Бахврича-упанішада (Ріг-веда, шакта)
- Брахма-вайварта-пурана (18 000 текстів)
- Брахмавідья-упанішада (Крішна Яджур-веда, йога)
- Брахманда-пурана (12 000 текстів; включає в себе «Лаліта-сахасранама»)
- Брахмани
- Брахма-пурана (24 000 текстів)
- Брахма-сутри
- Брахма-упанішада (Крішна Яджур-веда, санньяса)
- Бріхадараньяка-упанішада (Шукла Яджур-веда, мукхья)
- Бріхаджабила-упанішада (Атхарва-веда, шайва)
- Бріхаджабила-упанішада (Атхарва-веда, шайва)
- Бріхан-нарадія-упа-пурана
- Бхавана-упанішада (Атхарва-веда, шакта)
- Бхавішья-пурана (14 500 текстів)
- Бхагавад-гіта
- Бхаґавата-Пурана (18 000 текстів)
- Бхагаваті-упа-пурана
- Бхакта-віласа-упа-пурана
- Бхакта-вішну-упа-пурана
- Бханда-упа-пурана
- Бхасма-джабала-упанішада (Атхарва-веда, шайва)
- Бхикшу-упанішада (Шукла Яджур-веда, санньяса)
- Бхутанатха-упа-пурана

## В
- Ваджрасучі-упанішада (Сама-веда, саманья)
- Вай-сакха-упа-пурана
- Вамана-пурана (10 000 текстів)
- Вараха-пурана (10 000 текстів)
- Вараха-упанішада (Крішна Яджур-веда, санньяса)
- Васіштха-лінга-упа-пурана
- Васудева-упанішада (Сама-веда, вайшнава)
- Вашиштха-лаінга-махешвара-упа-пурана
- Ваю-упа-пурана
- Веди — збірка найдавніших священних писань індуїзму санскритом.
- Вікхьяда-упа-пурана
- Вінаяка-упа-пурана
- Вішну-дхарма-упа-пурана
- Вішну-дхармоттара пурана
- Вішну-пурана (23 000 текстів)

## С
- Сабхапарва